# Hängfärjan i Newport

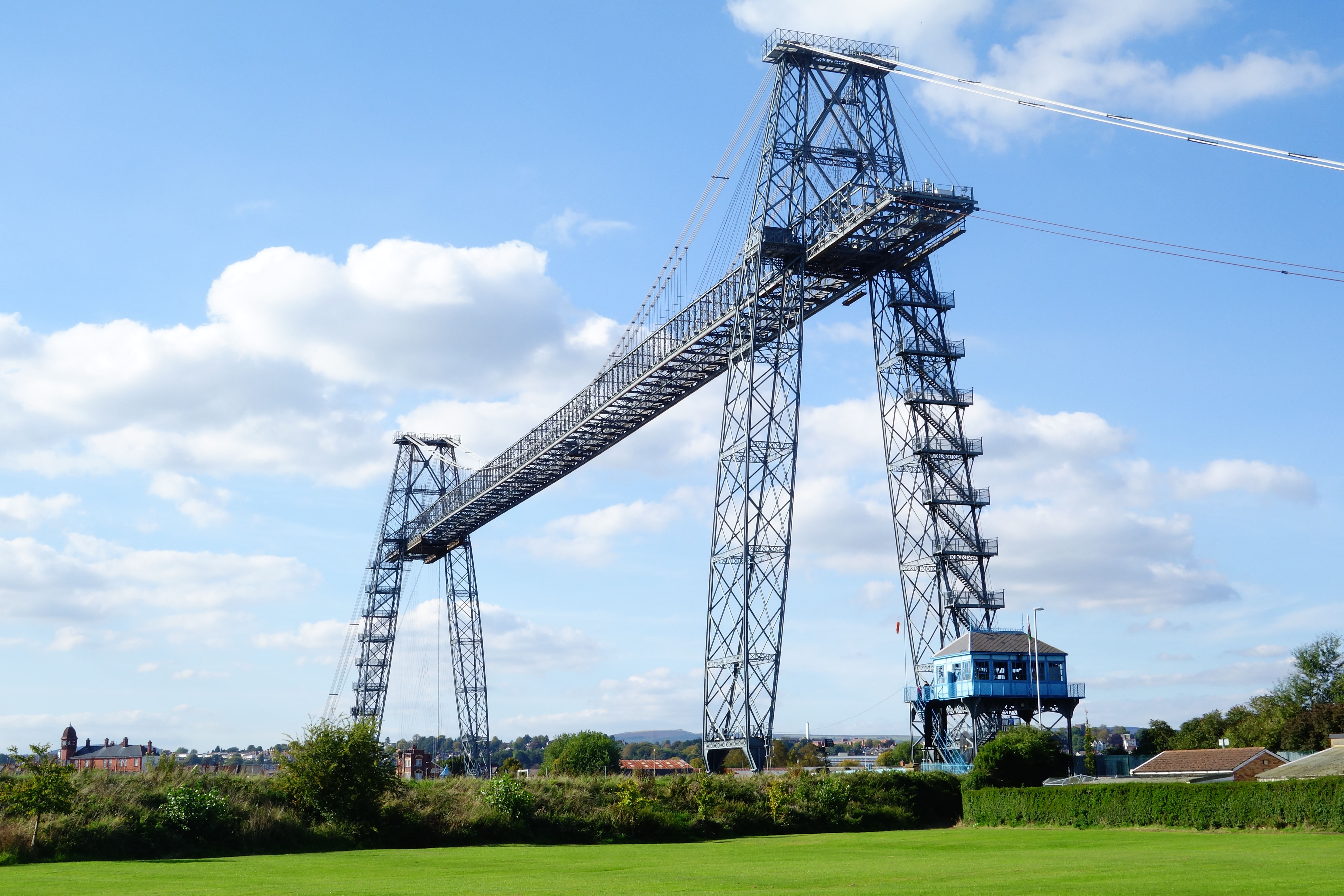
Hängfärjan i Newport, sedd från Coronation Park

Hängfärjan i Newport är en hängfärja över River Usk i Newport i Wales i Storbritannien. Den är ett byggnadsminne.
Den är 236 meter lång och har ett spann på 197 meter. Gondolen är 33 meter bred. Tornen är 73,6 meter höga. Den fria höjden är 50 meter. Dess längd är totalt 236 meter och avståndet mellan tornens mittpunkter 197 meter. Hängfärjans gondol drivs  av två elektriska motorer på 35 hästkrafter vardera, vilka i sin tur driver en vinsch som ligger i ett vinschhus på konstruktionens östra sida. Gondolen förflyttas med tre meter per sekund. 

## Historik
Hängfärjan konstruerades av den franske ingenjören Ferdinand Arnodin och byggdes 1906.
En hängfärja valdes som konstruktion på grund av att strandbrinkarna är låglänta, varför mycket långa uppfartsramper skulle ha behövts för att en konventionell bro skulle få tillräcklig segelhöjd, samtidigt som det inte var möjligt att använda en färja vid ebb.
Hängfärjan stängdes 1985 på grund av slitage, men återöppnades 1995 efter renovering. Driften lades åter ned 2008 i samband med omfattande reparationsbehov. Den öppnades igen i juli 2010.

## Bildgalleri
|                                             |
| Hängfärjan från västra stranden sedd norrut |

|                         |
| Gondolen under överfart |

|                                        |
| Gondolen på väg till anläggningsrampen |

|                        |
| Gondolen sedd uppifrån |

|                                    |
| Gångvägen ovanpå brokonstruktionen |

### Allmänna källor
- ”City transporter bridge centenary”. Newport: BBC News. 12 september 2006. http://news.bbc.co.uk/1/hi/wales/south_east/5336618.stm. Läst 30 juli 2019.